# День национального восстания
26 июля 1953 года считается одной из самых знаменательных дат в современной истории Кубы — это День начала кубинской революции (Día de la Rebeldía Nacional). Утром этого дня группа кубинских повстанцев-революционеров во главе с малоизвестным тогда Фиделем Кастро попыталась взять штурмом казармы Монкада в Сантьяго-де-Куба, втором по величине городе Кубы (день также называют годовщиной Монкады — Moncada Anniversary). Дата боя дала имя революционной организации Фиделя Кастро − «Движение 26 июля».
Хотя штурм крепости Монкада и атака против правительства Ф. Батисты, на которые решились приблизительно 160 мужчин, завершились полным разгромом боевой группы будущего Команданте, день 26 июля стал одним из символов революции и любимых праздников на острове. Выходными объявлены три дня подряд: 25, 26 и 27 июля. Полномасштабные празднования и карнавалы проходят ежегодно в Гаване и Сантьяго-де-Куба.
На всех площадях в этот день кубинцы проводят карнавалы, концерты и, конечно же, демонстрации. Если повезёт, то можно увидеть впечатляющее воздушное шоу на старых образцах советских МиГ-21. Тысячи туристов собираются для того, чтобы посмотреть на удивительные мероприятия, а для жителей страны самым важным элементом праздника становится традиционное многочасовое выступление одного из самых одаренных ораторов современности — Фиделя Кастро.